# Лаврик, Александр Никитович
Лаврик Александр Никитович (род. 1949) — член Совета Федерации от исполнительного органа государственной власти Кемеровской области (2013—2018), генеральный директор Западно-Сибирского металлургического комбината c 1998 по 2001 год.

## Биография
Родился 2 апреля 1949 года в Осинниках Кемеровской области.
Закончил Сибирский металлургический институт.
Работал в Цехе подготовки составов, в конвертерном цех сталеваром на ЗСМК.
Руководил освоением новой технологии непрерывной разливки стали, новой технологии подготовки изложниц, разработкой новых видов проката, крупными восстановительными ремонтами. Работает в ООО «Евразхолдинге».

### Депутат Кемеровского облсовета
12 октября 2008 года выборах в Кемеровский облсовет третьего созыва был избран депутатом от Центрального района Новокузнецка.
В 2011 году участвовал в праймериз «Единой России». Вошёл в список кандидатов в депутаты Госдумы.
8 сентября 2013 года на выборах в Кемеровский облсовет четвёртого созыва был избран депутатом от «Единой России» по Заводскому одномандатному избирательному округу Новокузнецка, набрав около 60% голосов.

### Член Совета Федерации
4 октября 2013 года губернатор Аман Тулеев назначил Александра Лаврика членом Совета Федерации от исполнительного органа государственной власти Кемеровской области. До этого Александр Лаврик занимал должность директора по строительному прокату ОАО «Евраз ЗСМК». После переизбрания в 2015 Аман Тулеев переназначил Александра Лаврика в Совет федерации. Член Комитета Совета Федерации по бюджету и финансовым рынкам. Работал до назначения нового сенатора от исполнительной власти.

## Награды
Награждён орденом «Доблесть Кузбасса», медалью ордена «За заслуги перед Отечеством» II степени.
В 2009 году, к 60-летнему юбилею, Александр Лаврик по ходатайству губернатора Кемеровской области Амана Тулеева получил звание почётного гражданина Кемеровской области.
Премия Правительства Рф за 2004 год в области науки и техники. За разработку бескислотной обработки холоднотянутого проката.
Благодарность Правительства Российской Федерации (31 декабря 2016 года) — за активное участие в законопроектной деятельности и развитии парламентаризма

## Научные труды
- Основы менеджмента качества А. Н. Лаврик, Н. В. Пушница, В. М. Федотов. Учебное пособие для ВУЗов в 2 частях. 2002 год.